# 森郁恵
森 郁恵（もり いくえ、Ikue Mori、1957年7月8日 - ）は、日本の生物学者。名古屋大学教授。専門は、分子遺伝学・神経科学。
線虫(C. elegans) の温度学習・記憶にかかわる神経回路を同定したことで知られる。ヒトにも保存されている神経回路や行動を制御する重要な遺伝子や分子を発見し、海外留学で身に付けた集団遺伝学や数理統計学に裏打ちされた行動解析や数理モデリングを包括したシステム生命科学研究を行い、動物行動の原理解明に貢献。2017年、紫綬褒章を受章。

線虫の遺伝学的研究を創始した Sydney Brenner の初代博士研究員であるRobert H. Waterstonの研究室（ワシントン大学生物学・生物医学系大学院）にて博士号を取得、Brennerの孫弟子にあたる。日本での線虫を用いた研究の普及にも尽力。

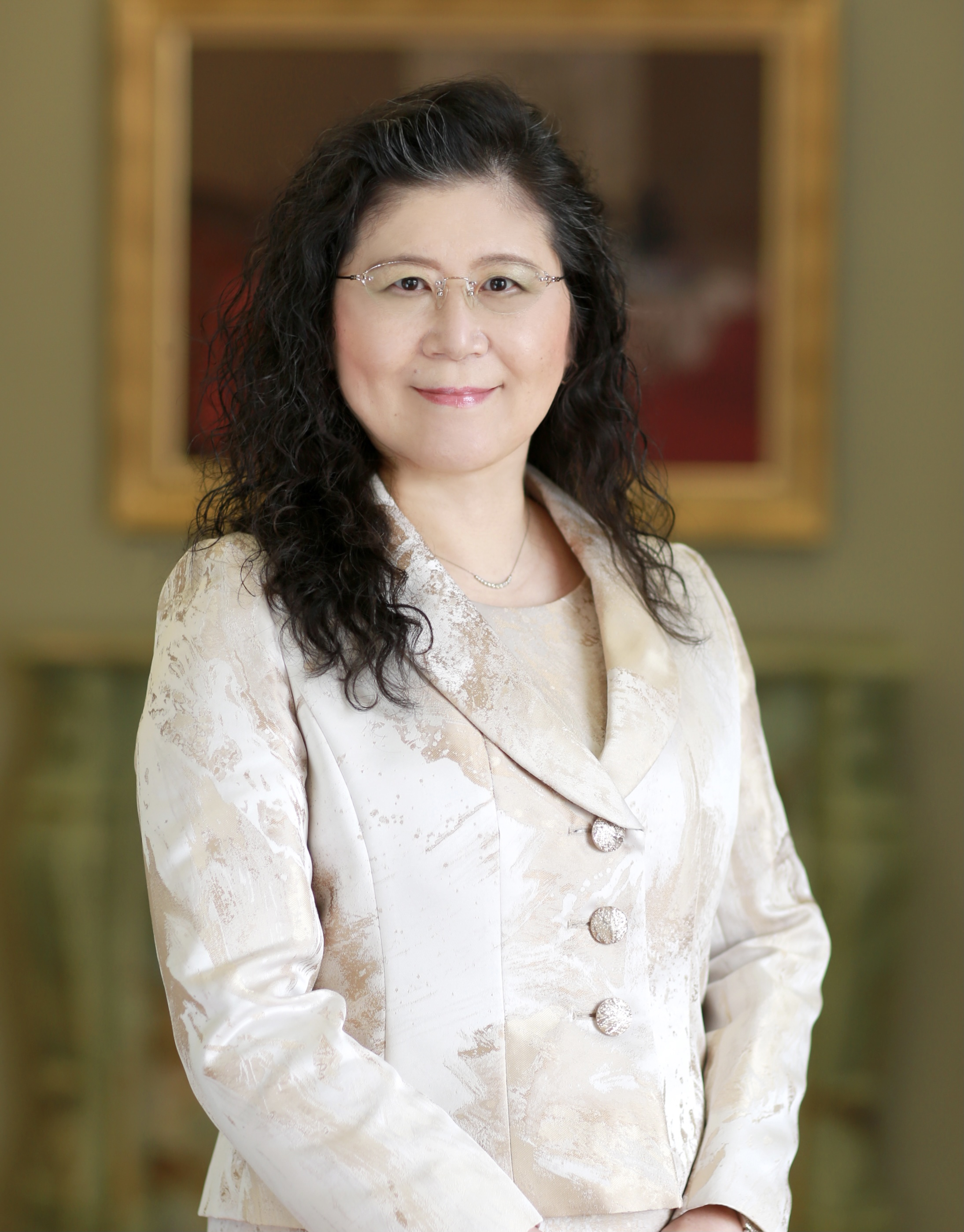
森　郁恵 (Ikue Mori)

## 来歴
東京都で生まれ、静岡県で幼少期を過ごす。小学3年生の時に神奈川県平塚市に移る。中学校から大学までソフトボール部に所属（中学・高校では主将を務め、先発投手で4番打者だった）。
1976年、神奈川県立平塚江南高等学校卒業
1980年、お茶の水女子大学理学部生物学科卒業（作家の川上弘美は同期）
1982年、文部省国際交流派遣制度の留学生としてサセックス大学に留学、集団遺伝学・理論生物学を学ぶ。指導教官：Brian Charlesworth
1983年３月、お茶の水女子大学大学院理学研究科生物学専攻修士課程修了（ショウジョウバエ、集団遺伝学）指導教官：石和貞男
1983年4月〜8月、国立ガンセンター研究所の特別研究生、分子生物学を学ぶ。 指導教官：下遠野邦忠
1983年９月、ワシントン大学 (Washington University in St. Louis)の生物学・生物医学系大学院博士課程に入学、研究対象をショウジョウバエから線虫に変更する。
1988年12月、ワシントン大学大学院修了（Ph.D）   指導教官：Robert H. Waterston
1989年、九州大学理学部生物学科助手
1998年、名古屋大学独立助教授
2004年、名古屋大学教授
2017年、名古屋大学理学研究科附属ニューロサイエンス研究センター・センター長
2019年、日本医療研究開発機構(AMED)国際事業部 Interstellar Initiative プログラムオフィサー(PO)

## 随想
「紙つぶて」中日新聞・東京新聞連載：2011年1月7日〜６月24日（中日新聞社の許可の上掲載）
- 1月7日「ドアラを科学する」
- 1月14日「線虫に学ぶ脳の働き」
- 1月21日「こだわりのピアノ」
- 1月28日「フレデリック追想」
- 2月４日「aとthe」
- 2月18日「パフォオの花」
- 2月25日「卒業の準備」
- 3月4日「小学生の反抗」
- 3月11日「百分の一」
- 3月18日「英語と研究」
- 3月25日「コミュニティー」
- 4月1日「「想定外」こそ想定外」
- 4月8日「大学の同級生」
- 4月15日「MOVA」
- 4月22日「笑いのつぼ」
- 5月6日「縁は異なもの？」
- 5月13日「科学者の名言」
- 5月20日「論文を通す」
- 5月27日「猿橋賞に思う」
- 6月3日「研究室の主宰」
- 6月10日「疑う尊さ」
- 6月17日「折り紙」
- 6月24日「チームワーク」

「特集　神経生物学に恋をするー好き嫌いを作り出す神経回路をたどる」名古屋大学理学部・大学院理学研究科 広報誌「理 フィロソフィア」October 2012
「動物行動はどう決まる？ ー線虫神経回路研究からのチャレンジー」名古屋大学理学部・大学院理学研究科 広報誌「理 フィロソフィア」 October 2005
「エレガントな線虫行動から探る神経機能」季刊誌「生命誌」通巻25号

## 受賞歴
- 1996年、日本遺伝学会奨励賞
- 2006年、猿橋賞[1]、井上学術賞[3]
- 2013年、時実利彦記念賞、日本遺伝学会木原賞
- 2016年、中日文化賞[1]
- 2017年、紫綬褒章[1]
- 2018年、名古屋大学女性研究者トップリーダー顕彰[8]
- 2022年、東レ科学技術賞[9]